# Eressa catoria
Eressa catoria là một loài bướm đêm thuộc phân họ Arctiinae, họ Erebidae.